# Castello di Raggnitz
Il castello di Raggnitz (in tedesco Schloss Raggnitz) si trova nell'omonima frazione del comune austriaco di Steinfeld nel Distretto di Spittal an der Drau appartenente al Land della Carinzia e la sua storia inizia nel XIII secolo.

## Storia

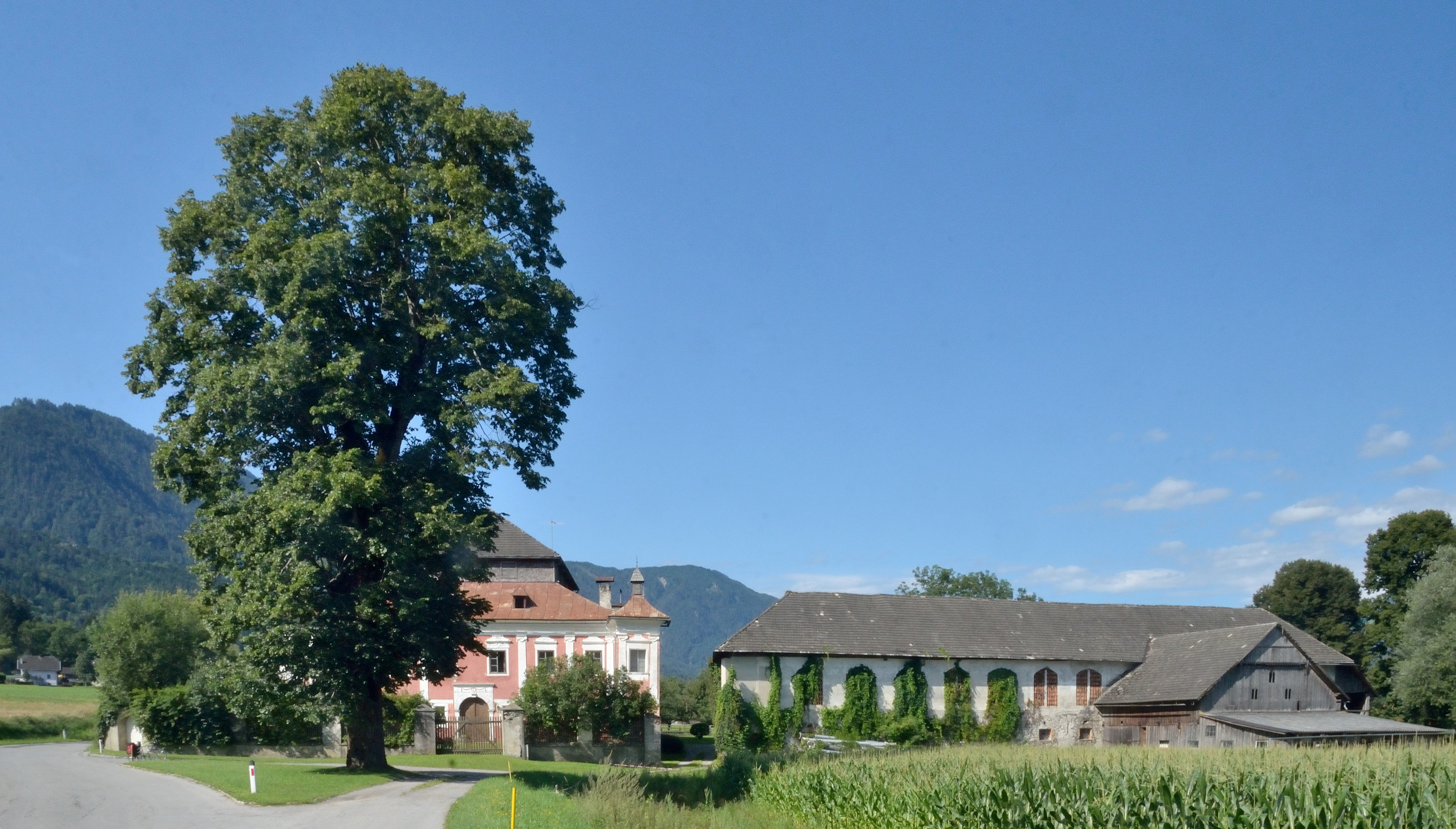
Il castello di Raggnitz con le vicine strutture della fattoria

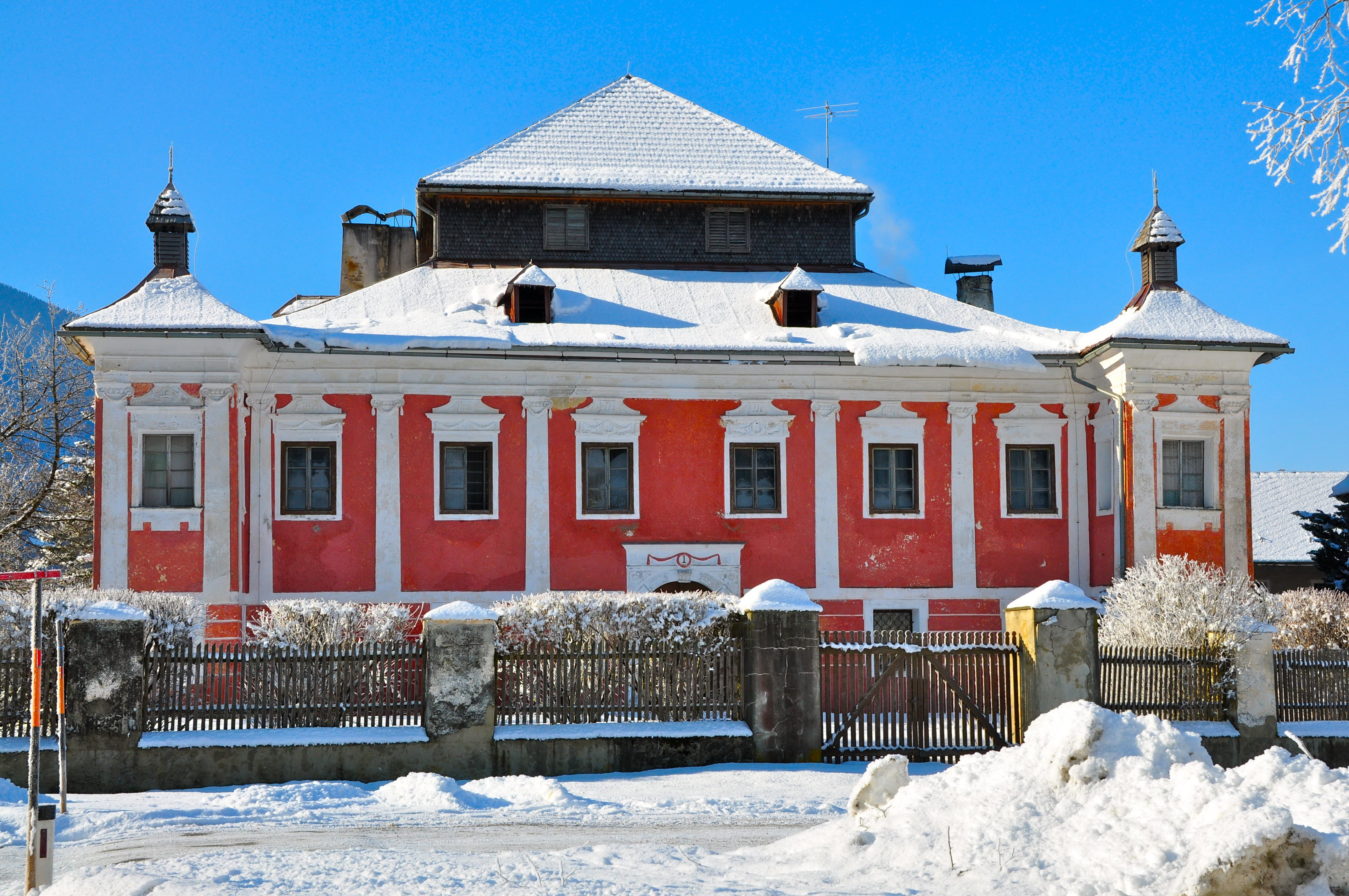
Castello di Raggnitz nel periodo invernale

La prima citazione storica del castello di Raggnitz si trova su un documento del 1254. A quel tempo l'arcivescovo di Salisburgo Filippo di Carinzia concesse al suo uomo di fiducia Heinrich detto Swaeroubtel tre acri di terra nella località allora chiamata Racknitz. Due anni prima il conte Alberto III di Tirolo aveva dovuto cedere diversi feudi al duca Bernardo di Carinzia e quindi anche alla sua famiglia col figlio arcivescovo Filippo. Questi territori includevano pure una fattoria a Raggnitz che però tornò presto, assieme alla cittadina di Lind, alla Contea di Gorizia. Nel 1429, il conte Johann Meinhard VII von Görz und Kirchberg concesse a Siegmund von Lind il dominio della cittadina e con questa anche il controllo su Raggnitz. Quando i castelli di Oberlind e Unterlind caddero in rovina, i signori di Lind ampliarono la precedente struttura, inizialmente pensata per utilizzo agricolo, e le diedero la forma di castello adatto ad accogliere la loro famiglia, anche considerando che era posta in una posizione molto più comoda nel fondovalle. Nel 1613 il signore che visse qui si fece chiamare Adam Jakob von Lind auf Raggnitz e Groppenstein. Intorno al 1789 i signori di Lind vendettero il castello di Raggnitz ai commercianti Paul Matthias von Tschabuschnigg che apportarono al palazzo importanti modifiche e tra le altre fecero costruire la cappella gentilizia. Successivamente i proprietari cambiarono con relativa frequenza. Tra questi si ricordano nel 1822 Oswald Nichelwitzer e nel 1825 Josef Zabernig. Il castello ritornò così poco a poco alle originali funzioni di fattoria. Nel 1839 il castello di Raggnitz era di proprietà di Anton Roßmann e dal 1872 appartiene ininterrottamente alla famiglia Wernisch che vi risiede.

## Descrizione

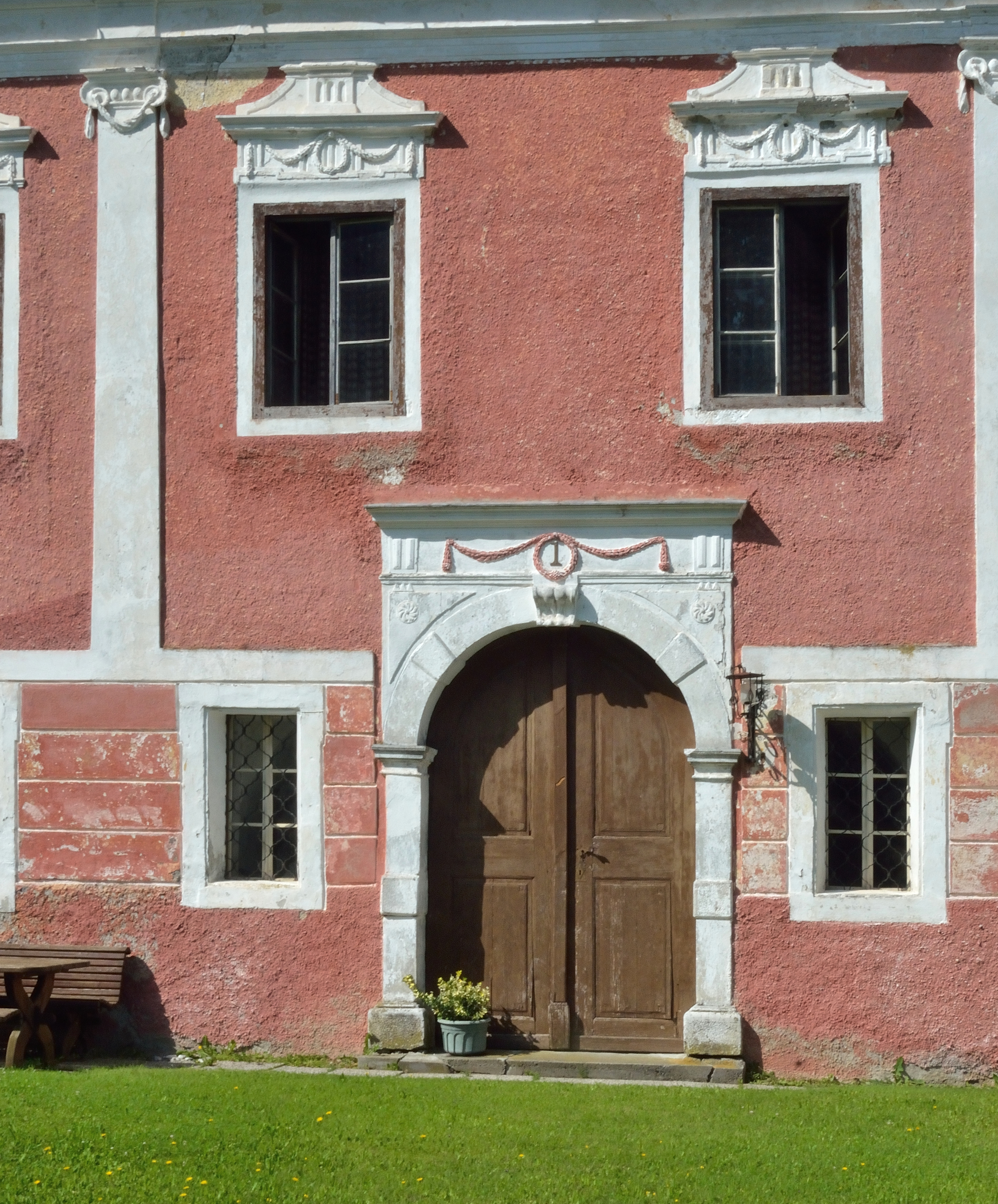
Facciata principale, particolare col portale di accesso

Il castello si trova a Raggnitz, frazione del comune austriaco di Steinfeld nel Distretto di Spittal an der Drau appartenente al Land della Carinzia. Posto a sud-ovest di Lind, a breve distanza dal fiume Drava, l'edificio ha due piani ed è circondato da un muro di cinta con una torre a nord-ovest. La pianta del castello è quasi quadrata con piccoli avancorpi a forma di torre agli angoli. La facciata principale mostra al primo piano sopraelevato otto finestre, e sul tetto è posto un attico che insieme agli avancorpi d'angolo conferisce all'edificio un aspetto da architettura cinese. Accanto al palazzo principale vi sono i fabbricati agricoli. Le facciate che si possono osservare risalgono al 1790 circa. Il piano terra è decorato da una specie di fasciatura mentre il piano superiore è ingentilito da lesene con capitelli ionici intrecciati. Le finestre hanno cornice in stucco parzialmente curvilinea rialzata fino a toccare il cornicione superiore. Il portale rinascimentale si conclude con un arco a tutto sesto ed è incorniciato in pietra. Come di consueto nei castelli del XV secolo il piano terra è caratterizzato da una copertura con volta a botte. Il corridoio della parte settentrionale presenta una lunetta con rete in stucco. Il piano superiore ospita una sala dal tetto piatto con una stufa rococò. La cappella gentilizia, che si trova all'estremità sud-ovest della sala, fu creata trasformando gli interni intorno al 1790. Questa cappella è arricchita da affreschi che danno l'illusione di trovarsi davanti strutture sporgenti e non una superficie piana. Il soffitto è a cassettoni e l'altare è in stile classico. La pala d'altare conserva il dipinto che raffigura Maria. Trattandosi di proprietà privata della famiglia Wernisch la visita non è possibile.

### Bene architettonico tutelato
Il castello di Raggnitz è stato posto sotto tutela dei monumenti da parte della Repubblica austriaca col numero 34886.